# بيرنيدو
بلدية بيرنيدو (بالإسبانية: Bernedo) هي بلدية تقع في مقاطعة ألافا التابعة لإقليم الباسك شمال إسبانيا.

## الديموغرافيا
يبلغ عدد سكان بلدية بيرنيدو 565 نسمة عام 2011 (وفقاً للمعهد الوطني للإحصاء الإسباني).
| 540 | 544 | 534 | 566 | 581 | 575 | 565 |